# Tattoo You
Tattoo You —en español: Tatúate— es el decimosexto álbum en el Reino Unido y decimoctavo en los Estados Unidos de estudio de la banda de rock británico The Rolling Stones, publicado el 24 de agosto de 1981 por Rolling Stones Records. Contiene una de las canciones más conocidas de la banda, «Start Me Up», que alcanzó el puesto #2 en las listas del Billboard de Estados Unidos.
Una combinación de obligaciones de gira y rencillas personales entre los miembros de la banda dificultó la organización de sesiones de grabación específicas para la continuación de Emotional Rescue, de 1980. Como resultado, el equipo de producción de la banda revisó grabaciones no utilizadas de sesiones anteriores, algunas de las cuales se remontaban a casi una década. Aunque algunas de las canciones se utilizaron tal cual en su forma original, la mayoría de estas grabaciones anteriores no estaban completas y consistían en fragmentos de canciones que requerían mucho trabajo. A lo largo de 1980 y 1981 se reservó tiempo en el estudio y los miembros de la banda acudieron cuando estuvieron disponibles para terminar las pistas. 
El álbum resultó ser un éxito de la crítica y comercial tras su lanzamiento, llegando a la cima de las listas de Billboard y vendiendo más de 4 millones de copias solamente en los Estados Unidos y más de 8.5 millones alrededor del mundo. Fue también el último álbum de los Rolling Stones en alcanzar la primera posición de las listas de Estados Unidos, concluyendo así la cadena de álbumes número uno de la banda, que se remonta a Sticky Fingers de 1971.
En 1989, la revista Rolling Stone lo incluyó en el número 34 de su lista de los 100 mejores álbumes de la década de 1980. En 2003, el álbum ocupó el puesto 211 en la lista de los 500 mejores álbumes de todos los tiempos y volvió a ocupar el puesto 213 en la lista revisada de 2012. Peter Corriston, responsable del concepto, la dirección artística y el diseño de la portada del álbum, ganó el Premio Grammy al mejor diseño de embalaje. En 2000, fue elegido número 759 en la lista de los 1000 mejores álbumes de todos los tiempos de Colin Larkin.
El 22 de octubre de 2021 se publicó una edición remasterizada del disco con motivo de su 40 aniversario. Incluye nueve temas inéditos y un concierto de 1982 en el estadio de Wembley.

## Antecedentes y grabación
Tattoo You está compuesto principalmente por canciones sin publicar producidas durante las grabaciones de sus discos anteriores con nuevas voces y sobregrabaciones, además de dos canciones nuevas. El objeto de esta nueva colección de temas era tener nuevas canciones para las incipientes giras American Tour 1981/European Tour 1982 que empezarían en septiembre. Keith Richards comentó en 1993: 
"La cuestión con Tattoo You no era que hubiéramos dejado de escribir material nuevo, era una cuestión de tiempo. Habíamos acordado que íbamos a salir de gira y queríamos hacer una gira detrás de un disco. No había tiempo para hacer un disco nuevo y empezar la gira".
Fue producido por Chris Kimsey en asociación con Mick Jagger y Keith Richards, acreditados como The Glimmer Twins. Para este material Kimsey optó por recuperar los descartes de las últimas cinco producciones de la banda debido a que la pareja de compositores, Jagger y Richards, estaba pasando por una severa crisis creativa y personal.
Muchas de las canciones consistían en pistas instrumentales para las que no se habían grabado voces. Jagger dijo en una entrevista de 1995: "No todo eran tomas descartadas; algunas eran canciones antiguas... Tuve que escribir letras y melodías. Muchas de ellas no tenían nada, por eso no se utilizaron en su momento, porque no estaban completas".A pesar de la naturaleza ecléctica del álbum, los Stones fueron capaces de dividir el álbum en dos partes bien diferenciadas: una de rock and roll y otra de baladas. 
Los estilos musicales de Tattoo You difieren de las técnicas empleadas sus dos álbumes anteriores, Some Girls y Emotional Rescue, con influencias en la música disco, punk, reggae y blues. Este se sostiene de números rock sólidos en la primera parte, seguido por temas blues suaves con letras introspectivas en la segunda parte. El título del álbum fue originalmente planeado para ser simplemente "Tattoo". Jagger afirma hasta hoy que aún no tiene ni idea de cómo el "You" se añadió al título. El título causó fricción entre Jagger y Richards, con Richards sospechando que Jagger había cambiado el título sin buscar su aportación.
Al ser tomas descartadas, muchas de las canciones carecían de letras, y consistían en pistas principalmente instrumentales. Jagger dijo en una entrevista de 1995, "No eran todos outtakes; algunas cosas eran canciones viejas... Tuve que escribir letras y melodías. Muchas de ellas no tenían nada, porque no estaban completas. Eran sólo pedacitos o estaban desde la primera toma". A pesar de la naturaleza ecléctica del álbum, los Rolling Stones fueron capaces de hacer que el álbum se divida en dos mitades distintas: una parte de rock and roll respaldado con un enfoque en las baladas.
Las primeras canciones utilizadas para Tattoo You son «Tops» y «Waiting on a Friend». Las pistas de respaldo para ambas canciones fueron cortadas a finales de 1972 durante las sesiones de Goats Head Soup y cuenta con Mick Taylor, no Ron Wood, en la guitarra; Taylor más tarde exigió y recibió un porcentaje de las regalías del disco.
El álbum se abre con «Start Me Up», ensayado originalmente bajo el título «Never Stop» y con influencias reggae en 1975 durante las sesiones de Black and Blue, y el resto de éste fue grabado durante estos períodos de sesiones y durante las sesiones de Pathe Marconi de 1978 para Some Girls, donde la pista se registró con influencias más roqueras. También data de las sesiones de Black and Blue las pistas de respaldo para «Slave» y «Worried About You». Cuentan con Billy Preston en teclados y Ollie E. Brown en percusión. Wayne Perkins toca la guitarra en «Worried About You».
«Hang Fire» y «Black Limousine» se comenzaron a trabajar en 1978, durante las sesiones de Pathe Marconi para Some Girls.
Las pistas básicas para «No Use in Crying», «Little T&A», y las regrabaciones de «Start Me Up», «Black Limousine» y «Hang Fire» vinieron de las sesiones de Emotional Rescue.
«Neighbours» y «Heaven» se registraron durante las sesiones en octubre-noviembre de 1980, tras la publicación de Emotional Rescue. «Heaven» tiene un line-up inusual, que consta sólo con Charlie Watts en batería, Bill Wyman en sintetizador y el bajo, Mick Jagger en la guitarra y el productor Chris Kimsey en piano.
Muchas de las partes vocales para las canciones de Tattoo You estaban siendo grabadas durante las sesiones de octubre-noviembre de 1980 y abril y junio de 1981. Mick Jagger fue el único miembro de la banda presente en algunas de estas sesiones. También se agregaron otros overdubs (técnica usada en estudios de grabación para grabar nuevos sonidos/instrumentos a una pista conteniendo información previamente grabada), tales como piezas de saxofón de Sonny Rollins en «Slave» y «Waiting on a Friend», en estas sesiones. La mayoría del álbum fue mezclado también en este tiempo. El álbum se mezcló en los estudios Atlantic Studios, Electric Lady Studios, Hit Factory y Power Station de Nueva York.

## Lanzamiento y legado
«Start Me Up» fue lanzado como sencillo en agosto de 1981, una semana antes que el disco, con muy buena respuesta del público: alcanzó el top 10 tanto en EE. UU. como en el Reino Unido y fue número 1 en Australia. Tattoo You fue lanzado a nivel mundial el 24 de agosto de 1981, se convirtió en un enorme éxito comercial, alcanzando el puesto n.º 1 durante nueve semanas en los Estados Unidos, y estirarse al n.º 2 en el Reino Unido con sólidas ventas. Vendió más de cuatro millones de copias sólo en los Estados Unidos y reintrodujo a los Stones a la aclamación crítica, considerándolo como una de las mejores grabaciones de la banda.
Los otros dos sencillos del álbum, «Waiting on a Friend» y «Hang Fire», también lograron ingresar en el top 20 estadounidense. «Start Me Up» resultaría ser el último sencillo de The Rolling Stones en llegar tan alto como el n.º 2 en Estados Unidos, mientras que Tattoo You es su último álbum americano n.º 1 hasta la fecha.
En un principio, el título del álbum iba a ser simplemente Tattoo. Jagger afirma que ni siquiera él sabe cómo se añadió el "You" al título. El título causó fricciones entre Jagger y Richards, que sospechaba que Jagger había cambiado el título sin pedirle su opinión. Como en los discos anteriores, la tapa fue realizada por Peter Corriston nuevamente, esta vez trabajando en conjunto con el fotógrafo Hubert Kretzschmar y el ilustrador Christian Piper. La revista NME describe a la portada "Ése es Mick, por supuesto, bajo todos esos tatuajes, un prototipo inconsciente para los modelos que aparecieron en un vídeo de Duran Duran cinco años después".La portada del álbum ganó un premio Grammy en la categoría de mejor portada de álbum por el diseño.
Hay varios videos dirigidos por Michael Lindsay-Hogg para este álbum incluyendo:
- «Start Me Up», «Hang Fire» y «Worried About You»: Consisten en una actuación estándar del grupo.
- «Neighbours»: Un homenaje a La ventana indiscreta de Hitchcock, cuenta con la banda tocando en un apartamento de un edificio con varios acontecimientos en las ventanas de los demás apartamentos: una pareja de clase trabajadora relajada y haciendo el amor, un practicante de ejercicios de taichí y más notablemente, un hombre poniendo las partes sangrientas de un cuerpo en una maleta. Este video fue fuertemente censurado cuando se presentó en la televisión.
- «Waiting on a Friend»: Filmado en el East Village de Nueva York, consiste en Keith caminando por la calle, encontrando a Jagger, que está sentado en los escalones de una casa (el mismo utilizado en la portada del álbum Physical Graffiti de Led Zeppelin) con otros hombres, uno de los cuales es el difunto músico de reggae Peter Tosh, quien también da la mano a Keith. Luego, continúan por la calle y entran en un bar donde espera el resto de la banda. El vídeo también cuenta con Wood, en lugar de Mick Taylor en la guitarra (similar a los vídeos de «Hot Stuff» y «Worried About You» en el que Harvey Mandel y Wayne Perkins están realmente tocando). El bar que aparece en el vídeo era copropiedad de Wood durante ese tiempo.

En 1989, la revista Rolling Stone lo incluyó en el número 34 de su lista de los 100 mejores álbumes de la década de 1980. En 2003, el álbum ocupó el puesto 211 de los 500 mejores álbumes de todos los tiempos según Rolling Stone. y volvió a ocupar el puesto 213 en la lista revisada de 2012.En 2000, fue elegido número 759 en la lista de los 1000 mejores álbumes de todos los tiempos de Colin Larkin.
En 1994, Tattoo You fue remasterizado y relanzado por Virgin Records y nuevamente en 2009 por Universal Music. En 2011 fue lanzado por Universal Music Enterprises en una versión únicamente japonesa en SHM-SACD.
La reedición del 40 aniversario de Tattoo You se publicó el 22 de octubre de 2021, con 9 temas inéditos y un álbum en directo grabado en el estadio de Wembley, Londres, en 1982. El tema «Living in the Heart of Love» se publicó el 19 de agosto de 2021.

## Recepción de la crítica
Los comentarios para Tattoo You fueron mayormente positivos, proclamando al álbum un retorno a la forma y graduación entre las mejores obras de los Rolling Stones. 
Debra Rae Cohen comentó en Rolling Stone: Justo cuando por fin habíamos perdido la paciencia, el nuevo disco baila (no hace cabriolas), se balancea (no baila) en la escena, y los Rolling Stones están de vuelta, con una aceptación práctica de su existencia continuada - y su eventual mortalidad...".
Robert Palmer, de The New York Times, escribió que "sorprendentemente, Tattoo You es algo especial... Ninguno de los temas es una repetición de Chuck Berry, ninguno es disco y ninguno es reggae: todos son rock and roll, con más de una pizca de las influencias del soul y el blues que fueron tan importantes en los primeros trabajos de la banda... Las letras del nuevo álbum también son una sorpresa. Los Stones parecen haber abandonado la estudiada decadencia que fue su pose más característica a lo largo de los años 70. Las canciones de Tattoo You parecen estar escritas por y sobre personas reales en lugar de caricaturas más grandes que la vida".
Robert Christgau le dio al álbum un revisión positiva, sin embargo, criticó a la canción «Start Me Up» en un ensayo para Pazz and Jop en 1981, diciendo: "Su concepción central - Mick como máquina sexual, con pulsador - explica por qué el álbum que inicia nunca trasciende la excelencia de la herramienta manual, excepto cuando Sonny Rollins, sin acreditar, invade el espacio de los Stones. Aunque es tan bueno a su manera como «Street Fighting Man», lo mucho que te importe depende enteramente de lo mucho que te importen las dificultades técnicas de los Stones".
Patty Rose, en Musician, dijo: "La sensación del álbum... es más la de una juventud redescubierta, de hachas para tocar, no para moler, de la última droga, no de droga. ... Los Stones se han despojado de otra capa de autoconciencia y su nueva piel de vinilo brillante hormiguea con un tipo de entusiasmo abierto de principios de década".
En Creem, Nick Tosches expresaba su desprecio por lo que consideraba sexismo gratuito y negatividad general en las letras de las canciones de los Stones. Tras señalar ejemplos de lo que consideraba misoginia en «Slave», «Little T+A», «Hang Fire» e incluso «Waiting on a Friend», añadía: "Que nunca se diga que los Stones tienen una vena mezquina de una sola vía. Son capaces de cantar durante minutos sin vomitar veneno contra el sexo al que van dirigidos. «Neighbours», por ejemplo, es bastante católica en sus muecas, dirigidas a toda la familia humana, sin mencionar raza, color o credo. «No Use In Crying» contiene la frase imperativa "Aléjate de mí", dirigida a nadie en particular, más veces de las que podría conta...".
En una retrospectiva de 2018 para The Guardian, el crítico musical Alexis Petridis clasificó Tattoo You como el decimotercer mejor álbum de la banda de un total de 23, afirmando que "no tiene derecho a ser tan bueno como es".

En la entrevista de la Rolling Stone de 1995 durante la cual editor Jann Wenner llamó a Tattoo You "el álbum de los Stones más subestimado", Jagger dijo: 
"Creo que es excelente. Pero todas las cosas que me suele gustar, no tiene. No tiene ninguna unidad de propósito o lugar o tiempo".

## Lista de canciones
Todas las canciones escritas y compuestas por Jagger/Richards, excepto donde se indique. 
| Cara uno |                                                     |          |  |
| N.º      | Título                                              | Duración |  |
| 1.       | «Start Me Up»                                       | 3:31     |  |
| 2.       | «Hang Fire»                                         | 2:20     |  |
| 3.       | «Slave» (La versión remasterizada en CD es de 6:34) | 4:59     |  |
| 4.       | «Little T&A»                                        | 3:23     |  |
| 5.       | «Black Limousine» (Jagger/Richards/Ron Wood)        | 3:32     |  |
| 6.       | «Neighbours»                                        | 3:31     |  |

| Cara dos |                                           |          |  |
| N.º      | Título                                    | Duración |  |
| 7.       | «Worried About You»                       | 5:16     |  |
| 8.       | «Tops»                                    | 3:45     |  |
| 9.       | «Heaven»                                  | 4:21     |  |
| 10.      | «No Use in Crying» (Jagger/Richards/Wood) | 3:24     |  |
| 11.      | «Waiting on a Friend»                     | 4:34     |  |

| Disco extra de la edición de lujo: Lost & Found - Rarities |                                      |          |  |
| N.º                                                        | Título                               | Duración |  |
| 1.                                                         | «Living in the Heart of Love»        | 4:13     |  |
| 2.                                                         | «Fiji Jim»                           | 4:01     |  |
| 3.                                                         | «Troubles a' Comin'» (Eugene Record) | 4:16     |  |
| 4.                                                         | «Shame, Shame, Shame» (Jimmy Reed)   | 4:14     |  |
| 5.                                                         | «Drift Away» (Mentor Williams)       | 4:07     |  |
| 6.                                                         | «It’s a Lie»                         | 4:57     |  |
| 7.                                                         | «Come to the Ball»                   | 3:41     |  |
| 8.                                                         | «Fast Talking, Slow Walking»         | 5:40     |  |
| 9.                                                         | «Start Me Up» (Early Version)        | 4:40     |  |

| Disco extra de la edición Super Deluxe de 2021: Still Life - Wembley Stadium 1982 |                                                                                 |          |  |
| N.º                                                                               | Título                                                                          | Duración |  |
| 1.                                                                                | «Under My Thumb»                                                                | 3:51     |  |
| 2.                                                                                | «When the Whip Comes Down»                                                      | 4:34     |  |
| 3.                                                                                | «Let's Spend the Night Together»                                                | 4:22     |  |
| 4.                                                                                | «Shattered»                                                                     | 4:41     |  |
| 5.                                                                                | «Neighbours»                                                                    | 4:10     |  |
| 6.                                                                                | «Black Limousine» (Jagger, Richards, Wood)                                      | 3:51     |  |
| 7.                                                                                | «Just My Imagination (Running Away with Me)» (Norman Whitfield; Barrett Strong) | 9:32     |  |
| 8.                                                                                | «Twenty Flight Rock» (Eddie Cochran, Ned Fairchild)                             | 1:46     |  |
| 9.                                                                                | «Going to a Go Go» (Smokey Robinson, Pete Moore, Bobby Rogers, Marv Tarplin)    | 3:40     |  |
| 10.                                                                               | «Chantilly Lace» (J. P. Richardson)                                             | 4:12     |  |
| 11.                                                                               | «Let Me Go»                                                                     | 4:06     |  |
| 12.                                                                               | «Time Is on My Side» (Jerry Ragovoy, Jimmy Norman)                              | 3:51     |  |
| 13.                                                                               | «Beast of Burden»                                                               | 7:23     |  |
| 14.                                                                               | «Let It Bleed»                                                                  | 6:00     |  |
| 15.                                                                               | «You Can't Always Get What You Want»                                            | 10:48    |  |
| 16.                                                                               | «Band Introductions»                                                            | 1:24     |  |
| 17.                                                                               | «Little T & A»                                                                  | 3:21     |  |
| 18.                                                                               | «Tumbling Dice»                                                                 | 4:27     |  |
| 19.                                                                               | «She's So Cold»                                                                 | 4:11     |  |
| 20.                                                                               | «Hang Fire»                                                                     | 2:27     |  |
| 21.                                                                               | «Miss You»                                                                      | 7:49     |  |
| 22.                                                                               | «Honky Tonk Women»                                                              | 3:31     |  |
| 23.                                                                               | «Brown Sugar»                                                                   | 3:24     |  |
| 24.                                                                               | «Start Me Up»                                                                   | 4:40     |  |
| 25.                                                                               | «Jumpin' Jack Flash»                                                            | 6:02     |  |
| 26.                                                                               | «(I Can't Get No) Satisfaction»                                                 | 6:02     |  |

## Personal
| The Rolling Stones - Mick Jagger: voz principal, coros; guitarra eléctrica en «Heaven» y en «No Use in Crying»; armónica en «Black Limousine». - Keith Richards: guitarra eléctrica, coros; voz principal y bajo en «Little T&A». - Ron Wood: guitarra eléctrica, coros; bajo en «Hang Fire». - Charlie Watts: batería. - Bill Wyman: bajo; sintetizador y guitarra eléctrica en «Heaven». - Mick Taylor: guitarra eléctrica en «Tops» y «Waiting on a Friend». Técnica y diseño - Chris Kimsey: ingeniero de sonido, productor asociado. - The Glimmer Twins: producción. - Bob Clearmountain: mezcla. - Peter Corriston: diseño artístico. - Hubert Kretzschmar: fotografía. - Christian Piper: ilustración. | Personal adicional - Nicky Hopkins: piano en «Tops», «No Use in Crying» y «Waiting on a Friend»; órgano en «No Use in Crying». - Ian Stewart: piano en «Hang Fire», «Little T&A», «Black Limousine» y «Neighbours». - Billy Preston: teclados en «Slave» y «Worried About You». - Wayne Perkins: guitarra eléctrica en «Worried About You». - Ollie E. Brown: percusión en «Slave» y «Worried About You». - Pete Townshend: coros en «Slave». - Sonny Rollins: saxofón en «Slave», «Neighbours» y «Waiting on a Friend». - Jimmy Miller: percusión en «Tops». - Michael Carabello: cencerro en «Start Me Up»; conga en «Slave»; guiro, claves, cabasa y conga en «Worried About You». - Chris Kimsey: piano en «Heaven». - Barry Sage: palmas en «Start Me Up». |

## Posición en las listas
| Listas (1981–82)               | Mejor posición |
| ------------------------------ | -------------- |
| Alemania (Media Control)       | 3              |
| Australia (Kent Music Report)  | 1              |
| Austria (Ö3 Austria Top 40)    | 2              |
| Canadá (RPM)                   | 1              |
| España (PROMUSICAE)            | 2              |
| Estados Unidos (Billboard 200) | 1              |
| Francia (SNEP)                 | 1              |
| Italia (FIMI)                  | 3              |
| Japón (Oricon)                 | 8              |
| Noruega (VG-lista)             | 3              |
| Nueva Zelanda (RIANZ)          | 1              |
| Países Bajos (MegaCharts)      | 1              |
| Reino Unido (UK Albums Chart)  | 2              |
| Suecia (Sverigetopplistan)     | 3              |

| Lista (1981)   | Posición |
| -------------- | -------- |
| Australia      | 12       |
| Canadá         | 5        |
| Países Bajos   | 22       |
| Francia        | 40       |
| Italia         | 27       |
| Reino Unido    | 35       |
| Estados Unidos | 22       |

| Lista (1982)   | Posición |
| -------------- | -------- |
| Australia      | 20       |
| Canadá         | 51       |
| Países Bajos   | 72       |
| Estados Unidos | 11       |

### Sencillos
| Año  | Sencillo              | Lista                  | Mejor posición |
| ---- | --------------------- | ---------------------- | -------------- |
| 1981 | «Start Me Up»         | Billboard Hot 100      | 2              |
| 1981 | «Start Me Up»         | Mainstream Rock Tracks | 1              |
| 1981 | «Start Me Up»         | UK Top 75 Singles      | 7              |
| 1981 | «Start Me Up»         | Club Play Singles      | 14             |
| 1981 | «Little T&A»          | Mainstream Rock Tracks | 5              |
| 1981 | «Hang Fire»           | Mainstream Rock Tracks | 2              |
| 1981 | «Waiting on a Friend» | Mainstream Rock Tracks | 8              |
| 1981 | «Waiting on a Friend» | UK Top 75 Singles      | 50             |
| 1982 | «Waiting on a Friend» | Billboard Hot 100      | 13             |
| 1982 | «Hang Fire»           | Billboard Hot 100      | 20             |

## Certificaciones y ventas
| País                  | Certificación | Ventas certificadas |
| --------------------- | ------------- | ------------------- |
| Argentina (CAPIF)     | Oro           | 30 000^             |
| Australia             | -             | 225 000             |
| Canadá (Music Canada) | 4× Platino    | 450 000^            |
| España (PROMUSICAE)   | Oro           | 50 000^             |
| Estados Unidos (RIAA) | 4x Platino    | 4 500 000^          |
| Francia (SNEP)        | Oro           | 332 190^            |
| Japón (RIAJ)          | Oro           | 100 000^            |
| Nueva Zelanda (RMNZ)  | Platino       | 15 000^             |
| Países Bajos (NVPI)   | Oro           | 50 000^             |
| Reino Unido (BPI)     | Oro           | 100 000^            |
| Suecia (GLF)          | Oro           | 50 000^             |
| Yugoslavia            | -             | 50 000              |

Nota: ^ Cifras de ventas basadas únicamente en la certificación
| Anterior: Escape de Journey | Billboard 200 Álbumes Nro 1 de 1981 (EE. UU.) 19 de septiembre de 1981 — 20 de noviembre de 1981 | Siguiente: 4 de Foreigner |

| Anterior: Bella Donna de Stevie Nicks | Australian Kent Music Report Álbumes Nro 1 de 1981 (Australia) 28 de septiembre de 1981 — 13 de diciembre de 1981 | Siguiente: Ghost in the Machine de The Police |